# Ильинское (Судиславский район)
Ильинское — деревня в Расловском сельском поселении Судиславского района Костромской области России.

## География
Деревня расположена у реки Меза.

## История
В 1629 году село Ильинское вместе с деревнями Носково, Ряполово, Филипово, Абросьево было дано в поместье И. З. Кутузову за его участие в обороне Москвы от поляков. Его сын М. И. Кутузов служил воеводой в Юрьевце. В селе имелись Спасо-Преображенская церковь с деревянным шатром и церковь Воскресения Христова с трапезой и приделом Сергия. В 1691 году вотчина была поделена между сыновьям Дмитрия Кутузова Христофором, Евграфом, Тимофеем и его братьями. В собственности рода Кутузовых вотчина находилась до 1750 года. В 1799 году в селе была построена каменная церковь.
Согласно Спискам населенных мест Российской империи в 1872 году село Ильинское относилось к 1 стану Костромского уезда Костромской губернии. В нём числилось 7 дворов, проживало 15 мужчин и 20 женщин. В селе имелась православная церковь, дважды в год проводились ярмарки.
Согласно переписи населения 1897 года в селе проживало 30 человек (12 мужчин и 18 женщин).
Согласно Списку населенных мест Костромской губернии в 1907 году село Ильинское относилось к Белореченской волости Костромского уезда Костромской губернии. По сведениям волостного правления за 1907 год в нём числилось 4 крестьянских двора и 10 жителей. В селе имелась школа. Основным занятием жителей деревни, помимо земледелия, было кузнечное дело.
До муниципальной реформы 2010 года деревня входила в состав Михайловского сельского поселения Судиславского района.

## Население
| 1872 | 1897 | 1907 | 2008 | 2010 | 2014 |
| ---- | ---- | ---- | ---- | ---- | ---- |
| 35   | ↘30  | ↘10  | ↘3   | ↘0   | ↗6   |

## Известные люди
В деревне похоронен краевед Михаил Яковлевич Диев (1794—1866). В 1994 году, возвращаясь из США в Россию, его могилу посетил русский писатель Александр Солженицын с сыном Ермолаем.

## В литературе
Согласно местному преданию события произошедшие в селе в XIX веке легли в основу А. С. Пушкина «Метель». Предполагается, что повесть была написана автором по мотивам устного рассказа его друга П. В. Нащокина, владевшего усадьбой Шишкино неподалёку.

## Комментарии
1. ↑  В числившейся в той же волости усадьбе Ильинское, также находившийся у реки Меза в 34 верстах от Костромы, проживало 14 человек (7 мужчин и 7 женщин).
2. ↑  В числившейся в той же волости усадьбе Ильинское, также находившийся у реки Меза в 34 верстах от Костромы, имелся 1 двор и проживало 14 жителей.